# Samlarkortspel
Samlarkortpel (engelska: Trading Card Games, TCG eller Collectible Card Games, CCG) är en blandning av kortspel och samlarbilder. Varje spelare/samlare använder en egen specialkomponerad kortlek med vilken han eller hon spelar mot andra spelare. Samlarkortspel förenar organiserat turneringsspel jämförbart med bridge eller poker med samlande av till exempel hockeybilder. Vissa åtråvärda kort kan vara värda tusentals kronor.

## Spel-mekanism
De flesta av spelen är dueller mellan två spelare, men det förekommer även spel lämpade för flera spelare, antingen i lag eller alla mot alla. Spelen går i regel ut på att på ett eller annat sätt göra slut på sin motspelare genom att förbruka hans energier (mana, blood, skadepoäng) eller besegra hans varelser (demoner, monster, vampyrer, stridsvagnsarméer). Centralt i de flesta spel är en eller annan form av resurshantering. Spelarens länder (fabriker, planeter, magiska träd) producerar resurser som kan användas för att köpa (leja, frambesvärja, bygga) olika varelser och det gäller för spelaren att använda sina resurser klokt för att få ut så många varelser som möjligt i spel. 

## Historik
Det första samlarkortspelet brukar allmänt anses vara "The Base Ball Card Game" som publicerades i USA 1904. Genren populariserades dock inte förrän Magic: The Gathering släpptes av Wizards of the Coast år 1993. "Magic" som det brukar kallas i folkmun är fortfarande ett av de allra mest populära samlarkortspelen. Ett annat spel som åtnjutit stora framgångar är japanska Pokémon som fick sin första engelskspråkiga utgåva år 1998 av Wizards of the Coast.

## Licens-spel
Det har ända sedan 1990-talet varit väldigt populärt att göra samlarkortspel baserat på licenser, till exempel Monty Python, Arkiv X, Star Wars, Sagan om Ringen och Buffy vampyrdödaren. På senare tid har det även släppts kortspel baserade på World of Warcraft m.fl.